# 君恋カレンダー
「君恋カレンダー」（きみこいカレンダー）は、佐香智久の4枚目のシングル。

## 解説
3rdシングル「はんぶんこ」から約2ヶ月ぶりのリリース。

## 収録曲
全編曲：Sorao Mori
1. 君恋カレンダー [5:45]
作詞：佐香智久、Tomoyuki Ogawa／作曲：Tomoyuki Ogawa
2. また明日 [4:05]
作詞：佐香智久、Tomoyuki Ogawa／作曲：Tomoyuki Ogawa
  - 「PUMA×ABC MART」キャンペーンタイアップソング
3. 嘘つき [3:58]
作詞・作曲：佐香智久
4. 君恋カレンダー(INSTRUMENTAL)
5. また明日(INSTRUMENTAL)
6. 嘘つき (INSTRUMENTAL)